# Dawon

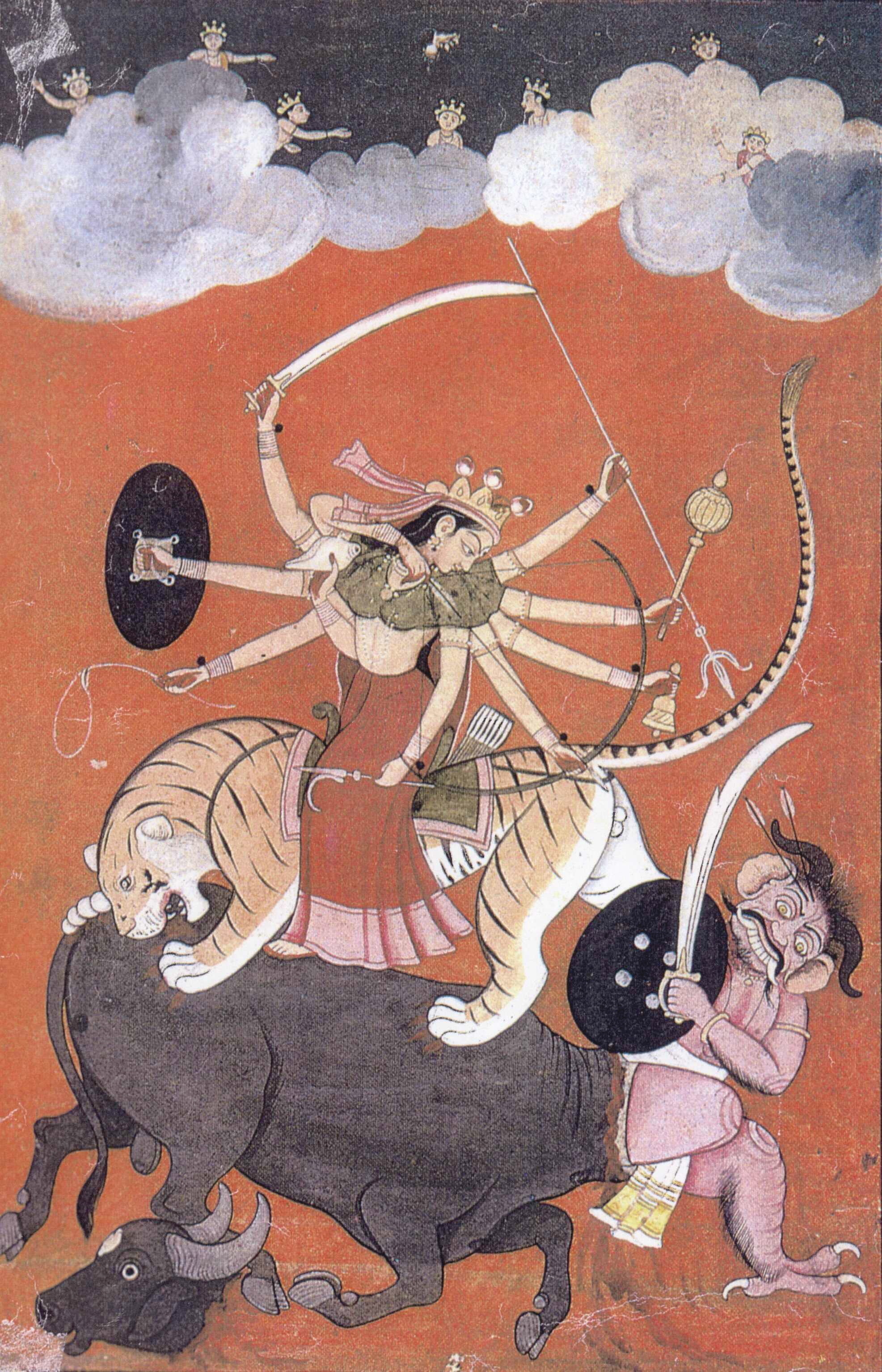
Godin Durga vecht met Mahishasura (de buffel-demon), de Devas zitten in de wolken, 18e eeuw

Dawon is een heilige tijgerin (ook wel afgebeeld als leeuwin) uit Tibetaanse legendes. Het dier kwam later in de Hindoeïstische mythologie terecht.
De goden gaven de tijger om Durga of Parvati te dienen als vahana. 

## Afbeeldingen

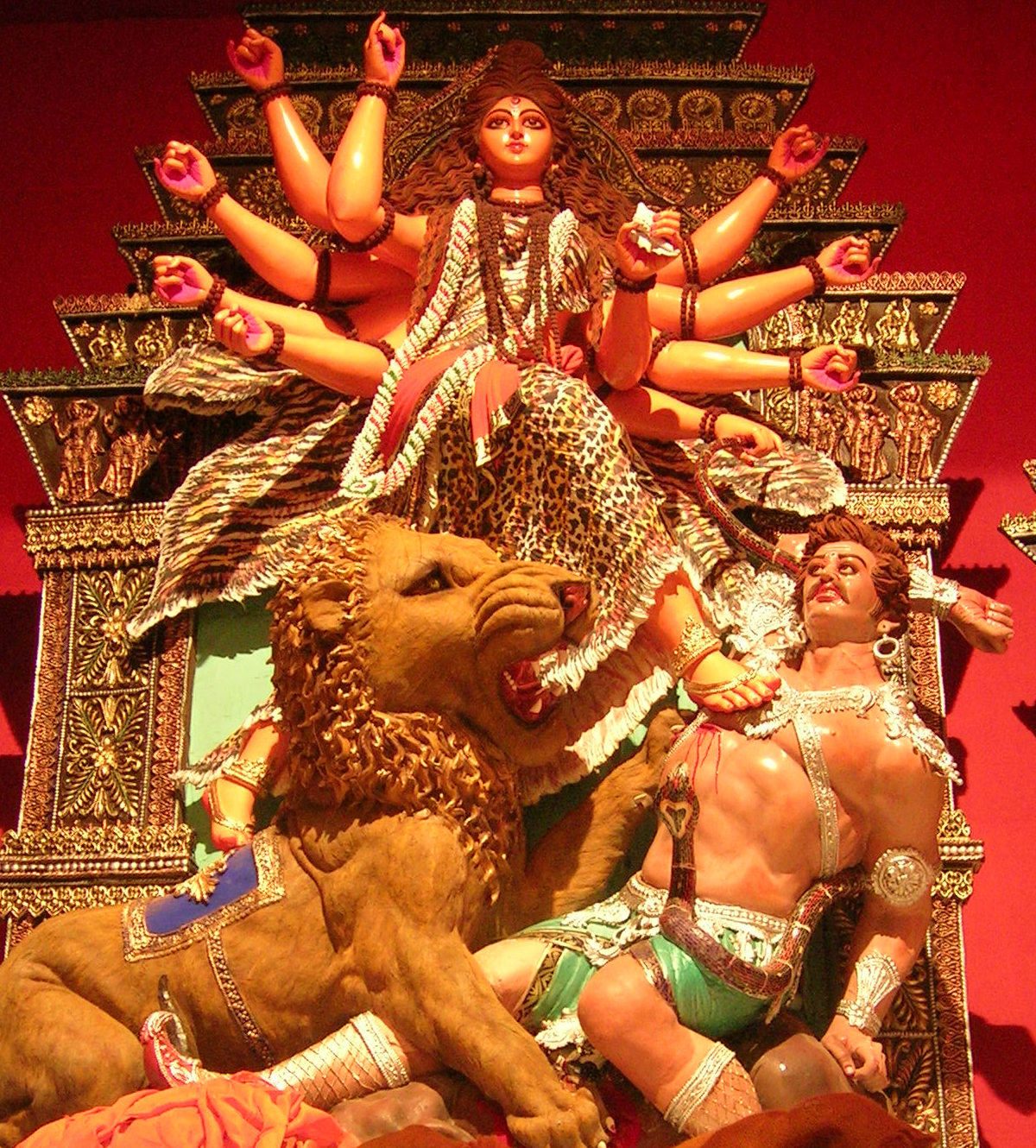
Durga en Dawon
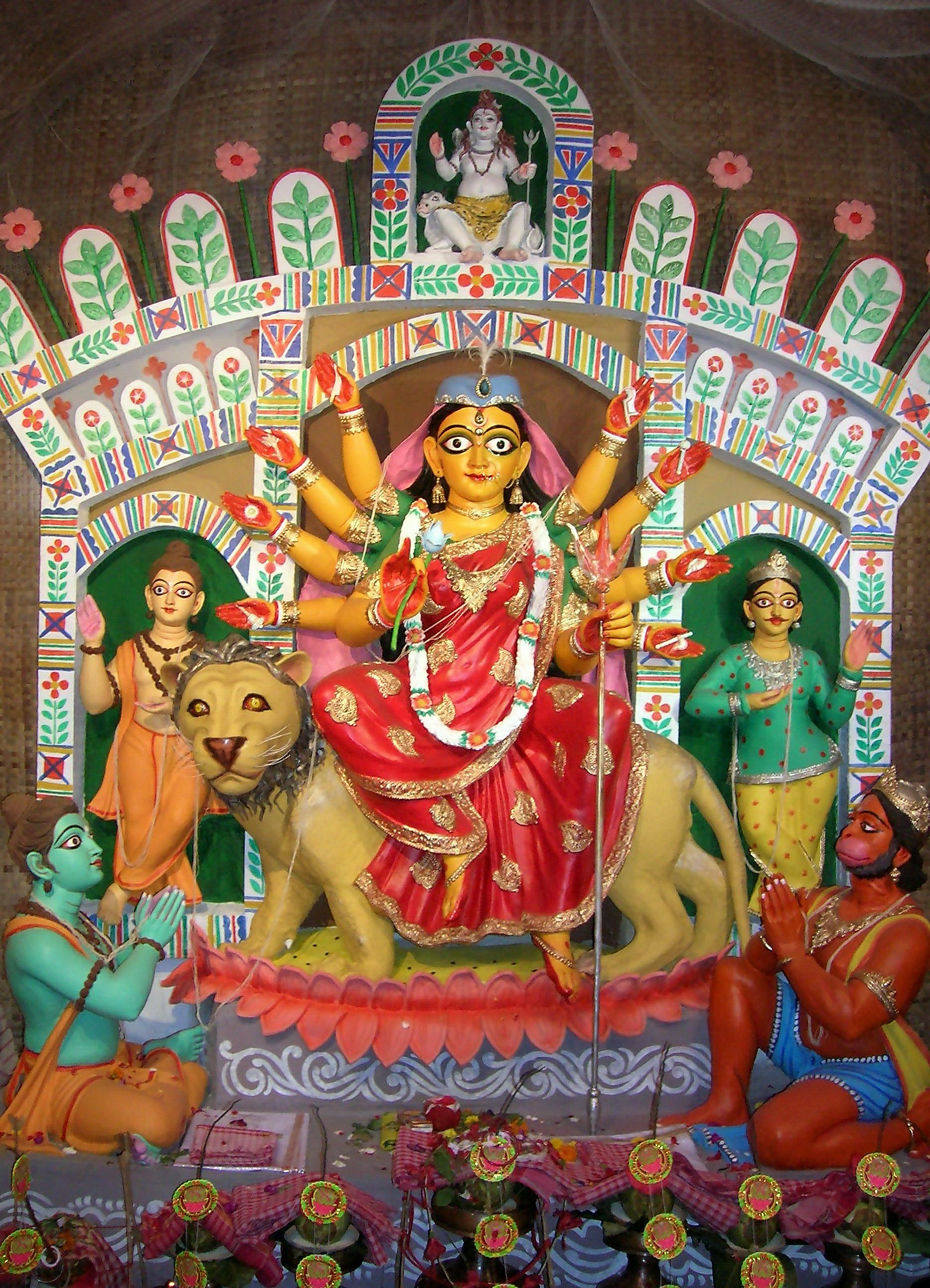
Durga en Dawon
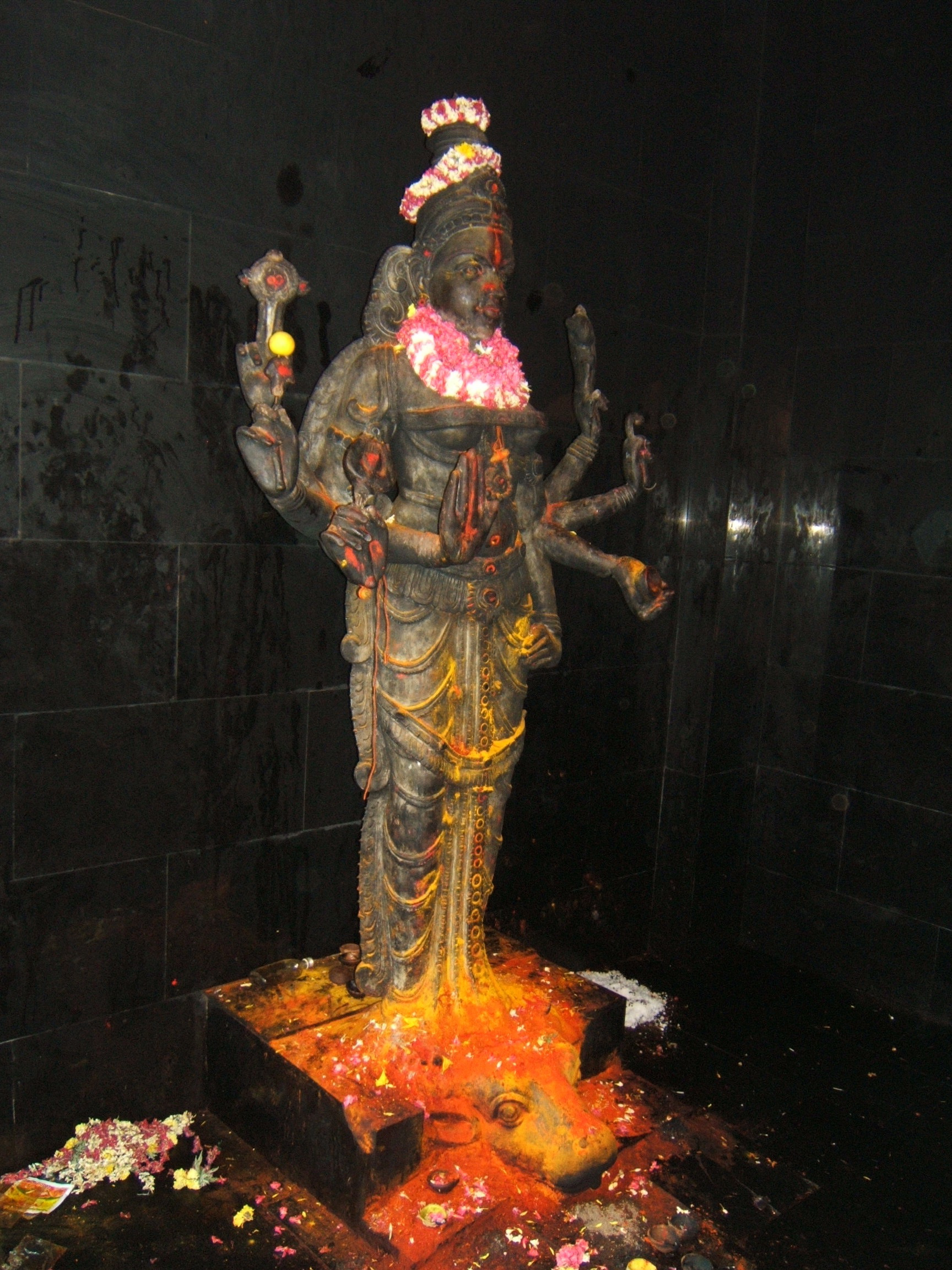
Durga (op hoofd)
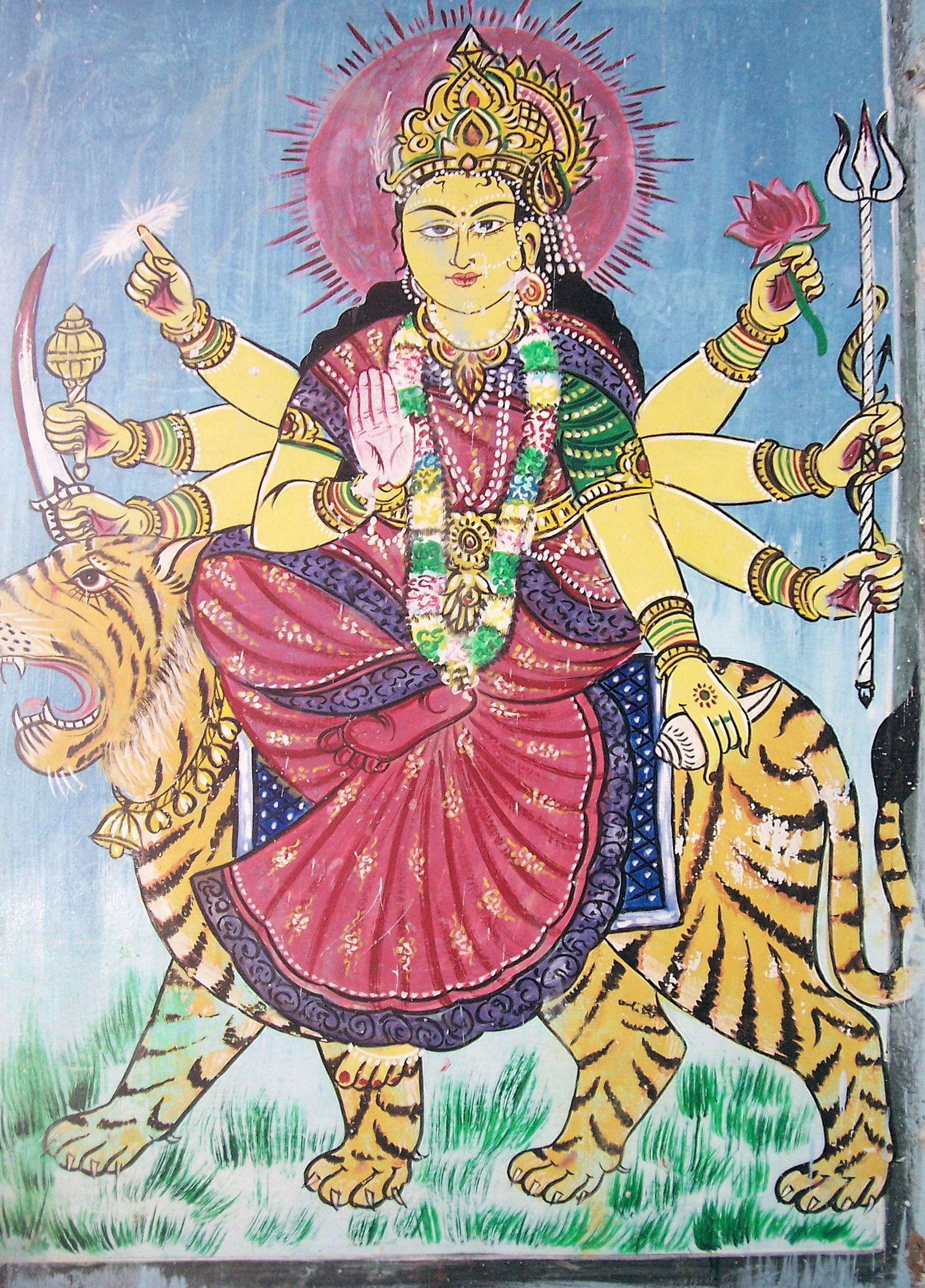
Durga en Dawon
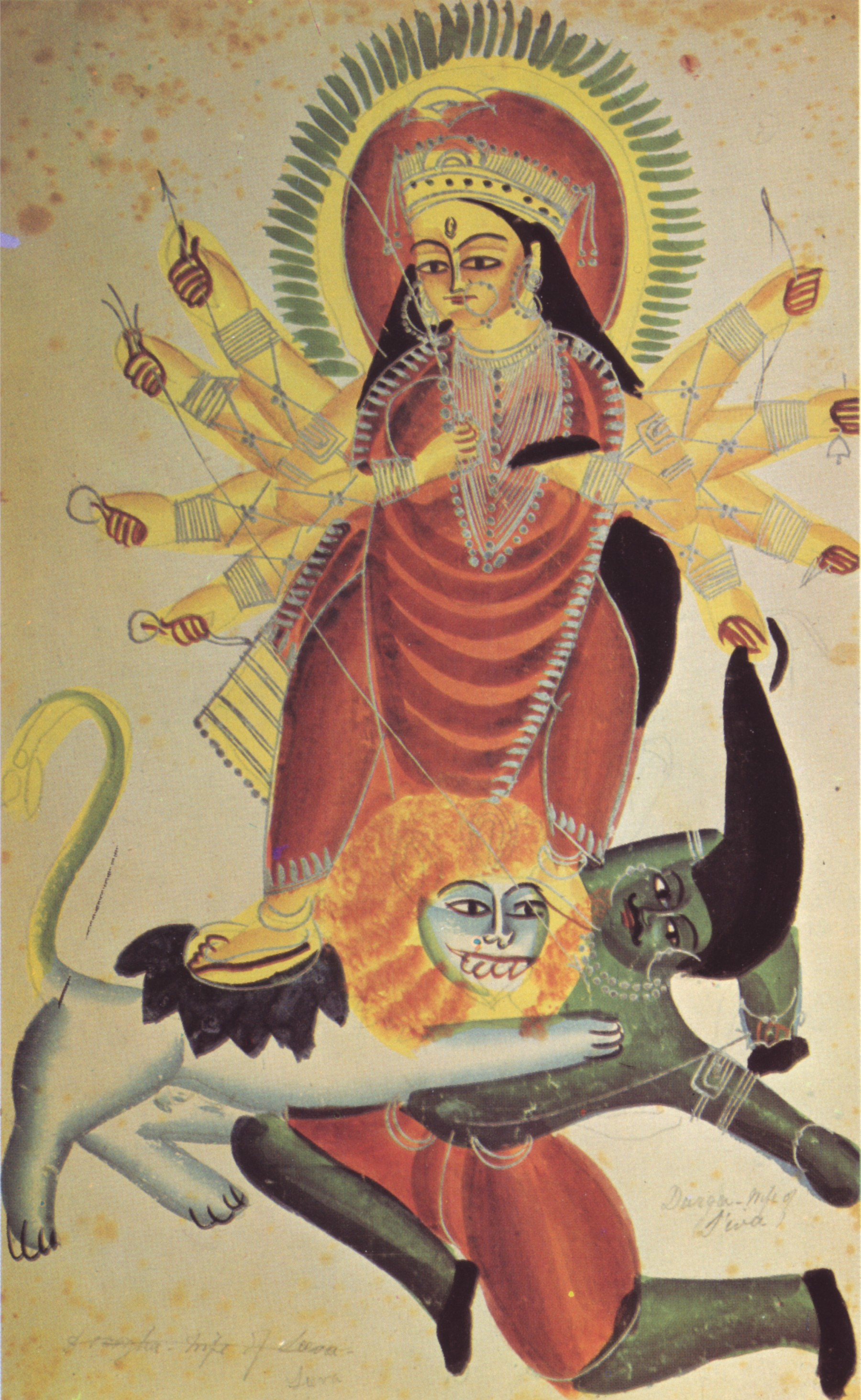
Durga en Dawon
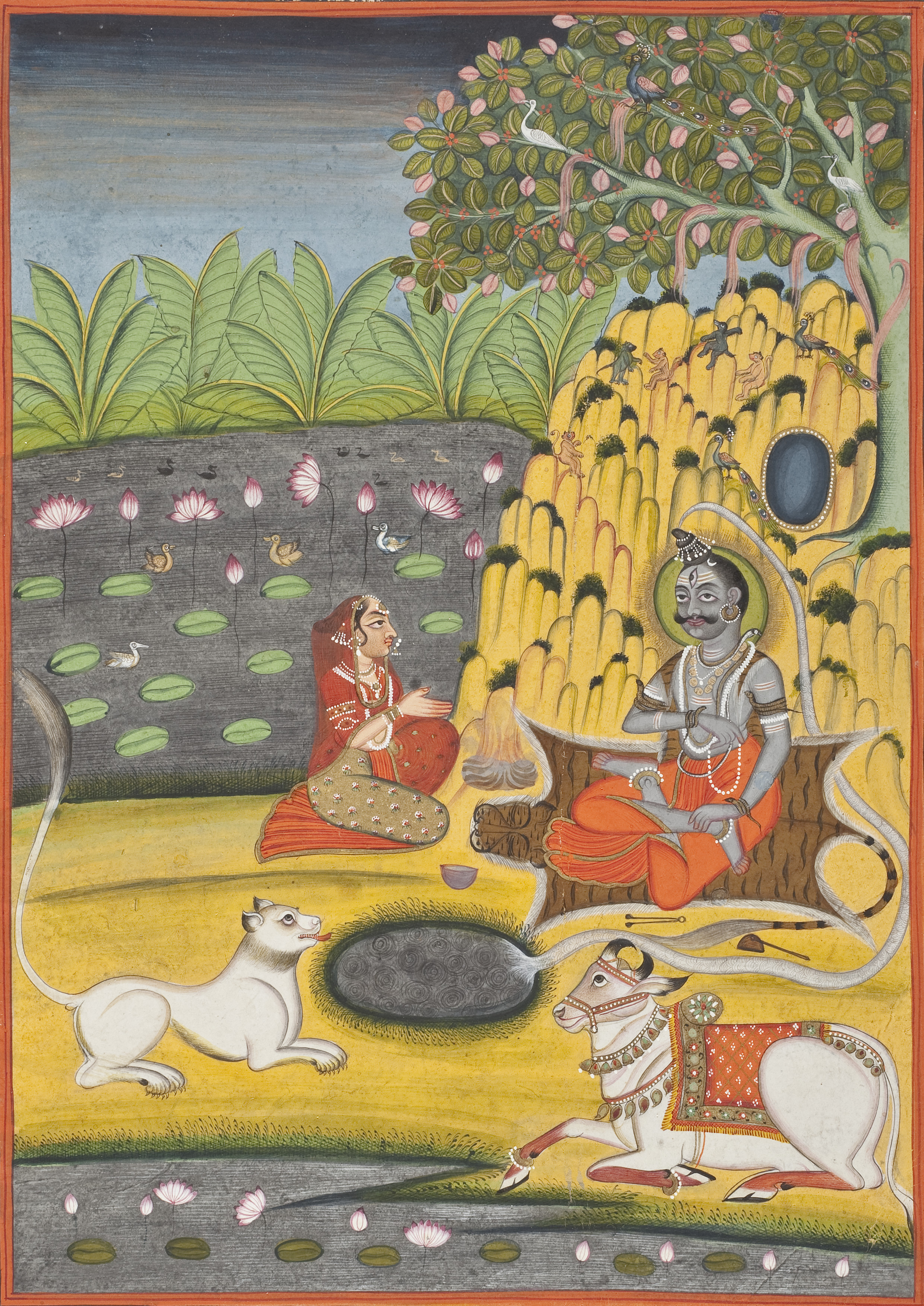
Parvati aanbidt Shiva